# Santuário Yasukuni

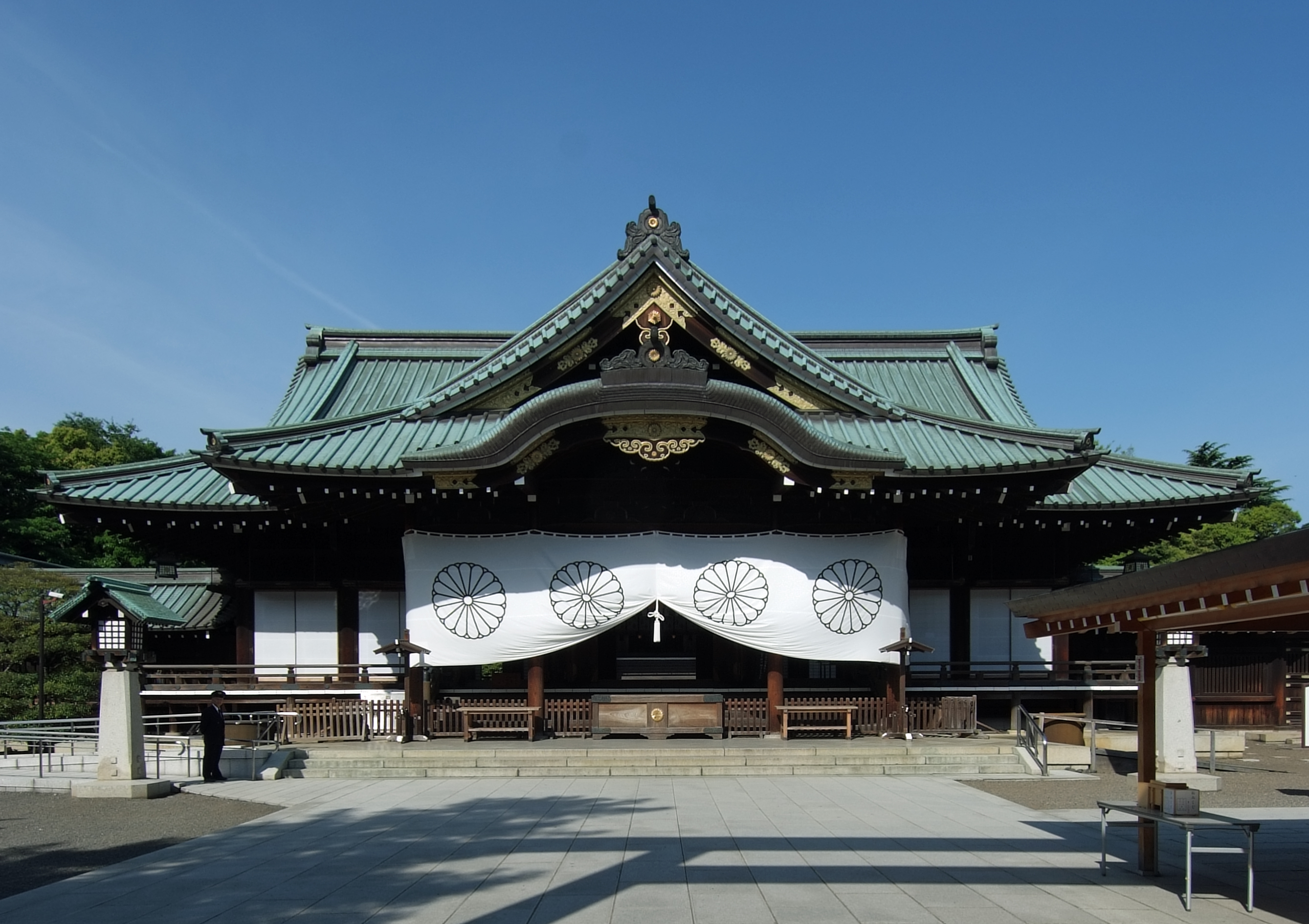
Edifício principal do Yasukuni Jinja

O Yasukuni Jinja (literalmente: "jinja de um povo pacífico" ou "templo xintoísta para estabelecer a paz no império") é um polêmico santuário existente em Tóquio, Japão.
O nome original do santuário é grafado como 靖國神社 (isto é, Yasukuni Jinja), mas de acordo com os atuais códigos de caracteres joyo kanji, o nome é grafado como 靖国神社. Até o mês de outubro de 2004, o Livro das Almas continha uma lista com nomes de 2 466 532 soldados japoneses e coloniais (27 863 coreanos e 21 181 taiwaneses) mortos em conflitos bélicos, entre os quais se encontram catorze criminosos de guerra da Segunda Guerra Mundial.
Visitas ao santuário por membros do gabinete ministerial japonês têm causado protestos internos e externos. A República Popular da China, a Coreia do Norte, a Coreia do Sul e Taiwan têm protestado contra estas visitas desde 1985.

## História
O edifício foi erguido em junho de 1869, a pedido do imperador Meiji, como um memorial aos mortos da Guerra Boshin. Chamado primeiramente de Tōkyō Shōkonsha (東京招魂社), posteriormente seria rebatizado como Yasukuni Jinja em 1879. Além de ter se tornado um local para realização de rituais xintoístas, o santuário também passou a acolher os kami (espíritos) dos soldados japoneses e coloniais (coreanos e taiwaneses) mortos desde então em guerras. Dividindo o espaço com o santuário, há um museu de guerra que expõe canhões e mísseis retirados dos campos de batalha. A bandeira nacional japonesa tremula nos postes de luz.
Após a derrota dos japoneses na Segunda Guerra Mundial, em setembro de 1945, as autoridades da ocupação aliada ordenaram que Yasukuni optasse por se converter em uma instituição não-religiosa dependente de governo ou bem mantivesse seu caráter religioso desvinculado do Estado. Yasukuni elegeu a segunda opção. Desde então, seu financiamento é totalmente privado.
O santuário traz símbolos evidentes do nacionalismo japonês: há placas que se referem a figuras como Hideki Tojo, primeiro-ministro japonês na época da Segunda Guerra Mundial, como "mártires erroneamente acusados pelas forças aliadas". O local também é um ponto turístico e atrai cerca de 8 milhões de pessoas por ano.

## Kami
A seguir, uma relação dos kami (formalmente 祭神 saishin, contados como 柱 hashira) acolhidos pelo santuário Yasukuni.
- Guerra Boshin (Guerra civil, 1867–68): 7.751
- Rebelião Satsuma (1877): 6.971
- Expedição a Taiwan (Sufocamento da rebelião en Taiwan contra a ocupação japonesa, 1874): 1.130
- Primeira Guerra Sino-japonesa (Invasão da Coreia e da China, 1894–95): 13.619
- Incidente de Beijing (Invasão da China, 1901): 1.256
- Guerra russo-japonesa (Conflito com o Império Russo e invasão da China e da Coreia, 1904–05): 88.429
- Primeira Guerra Mundial (Invasão da China e da Mongólia, 1914–18): 4.850
- Incidente de Tsi-nan (Invasão da China, 1928): 185
- Incidente de Mukden (Invasão da Manchúria, 1931): 17.176
- Incidente da Ponte Marco Polo (Invasão da China, 1937–1945): 191.243
- Segunda Guerra Mundial (Conflito com a União Soviética e os Estados Unidos e invasão de Camboja, China, Indonésia, Coreia, Laos, Malásia, Birmânia, Filipinas, Singapura, Vietname, e outras partes de Ásia): 2.133.885

### Livros
- (Em inglês) Breen, John. "The dead and the living in the land of peace: a sociology of the Yasukuni shrine". Mortality 9, 1 (fevereiro de 2004): 76-93.
- (Em inglês) Nelson, John. "Social Memory as Ritual Practice: Commemorating Spirits of the Military Dead at Yasukuni Shinto Shrine". Journal of Asian Studies 62, 2 (maio de 2003): 445-467.

Para aprofundar mais sobre a controvérsia de Yasukuni veja:
- (Em inglês) Ijiri, Hidenori. “Sino-Japanese Controversies since the 1972 Diplomatic Normalization”. China Quarterly 124 (dezembro de 1990): 639-661.
- (Em inglês) Yang, Daqing. “Mirror for the future of the history card? Understanding the ‘history problem’” in Chinese-Japanese Relations in the Twenty-first Century: Complementarity and Conflict, edited by Marie Söderberg, 10-31. New York, NY: Routledge, 2002.